# 2002-es ázsia–óceániai ralibajnokság
A 2002-es ázsia–óceániai ralibajnokság május 3-án vette kezdetét és december 1-jén végződött. A bajnokságot a címvédő Karamjit Singh nyerte. Másodikként az olasz Nico Caldarola végzett, még a harmadik helyen, azonos pontszámmal két új-zélandi Stuart Warren, valaminit Reece Jones zárt.

## Versenynaptár
| Dátum                      | Verseny                      | Győztes*       |
| -------------------------- | ---------------------------- | -------------- |
| május 3–5.                 | Rally of Canberra            | Nico Caldarola |
| május 31. – június 2.      | Rallye de Nouvelle-Calédonie | Karamjit Singh |
| június 27–30.              | Rally of Rotorua             | Karamjit Singh |
| szeptember 6–8.            | Rally Hokkaido               | Possum Bourne  |
| október 19–21.             | Rally of China               | Karamjit Singh |
| november 29. – december 1. | Rally of Thailand            | Nico Caldarola |

* A győztes versenyző nem feltétlen egyező az adott verseny abszolút győztesével. Itt a bajnoki értékelésben első helyezett versenyző neve van feltüntetve.

## Végeredmény
| #   | Versenyző          | Pontszám |
| --- | ------------------ | -------- |
| 1.  | Karamjit Singh     | 70       |
| 2.  | Nico Caldarola     | 48       |
| 3.  | Stuart Warren      | 25       |
|     | Reece Jones        | 25       |
| 5.  | Possum Bourne      | 24       |
| 6.  | John Lloyd         | 14       |
|     | Saladin Mazlan     | 14       |
| 8.  | Jean-Louis Leyraud | 9        |
| 9.  | Brian Green        | 8        |
|     | Andrew Hawkeswood  | 8        |
| 11. | Alastair Cavenagh  | 4        |

## Külső hivatkozások
- A bajnokság hivatalos honlapja
- Eredmények a rallybase.nl honlapon
- A szezon összefoglalója az aprc.tv honlapon Archiválva 2014. július 14-i dátummal a Wayback Machine-ben (angolul)